# パトリー (小惑星)
パトリー (1601 Patry) は小惑星帯に位置する小惑星。アルジェリアの首都アルジェで、ルイ・ボワイエによって発見された。
生涯で9個の小惑星を発見したフランスの天文学者、アンドレ・パトリー (André Patry) に因んで命名された。